# Rio Guaias
Guaias (em espanhol: Guayas) é um curso de água da América do Sul que banha o oeste do Equador. É o rio mais importante da América do Sul que não desagua no oceano Atlântico ou qualquer dos seus mares. Sua extensão total, incluindo o rio Daule é de 389 quilômetros.